# Ken Noritake
Ken Noritake, född 18 juli 1922, död 6 mars 1994 i Japan, var en japansk fotbollsspelare och tränare.